# Nicolás Casas de Mendoza
Nicolás Casas de Mendoza (Madrid, 1801-Madrid, 1872) fue un veterinario, académico y zootecnista español.

## Biografía
De origen humilde, nació en Madrid en 1801. Fue profesor y director de la Escuela de Veterinaria de Madrid, así como individuo de número de la Real Academia de Ciencias Exactas, Físicas y Naturales y de la Real Academia Nacional de Medicina. Estudió la zootecnia. Fue redactor de El Amigo del País, órgano de la Sociedad Económica Matritense (1844-1850), del Boletín de Veterinaria (1845-1850) y director de El Monitor de la Veterinaria. Falleció en su ciudad natal el 31 de diciembre de 1872.